# Iglesia de Nuestra Señora de Gracia (Berlanga)

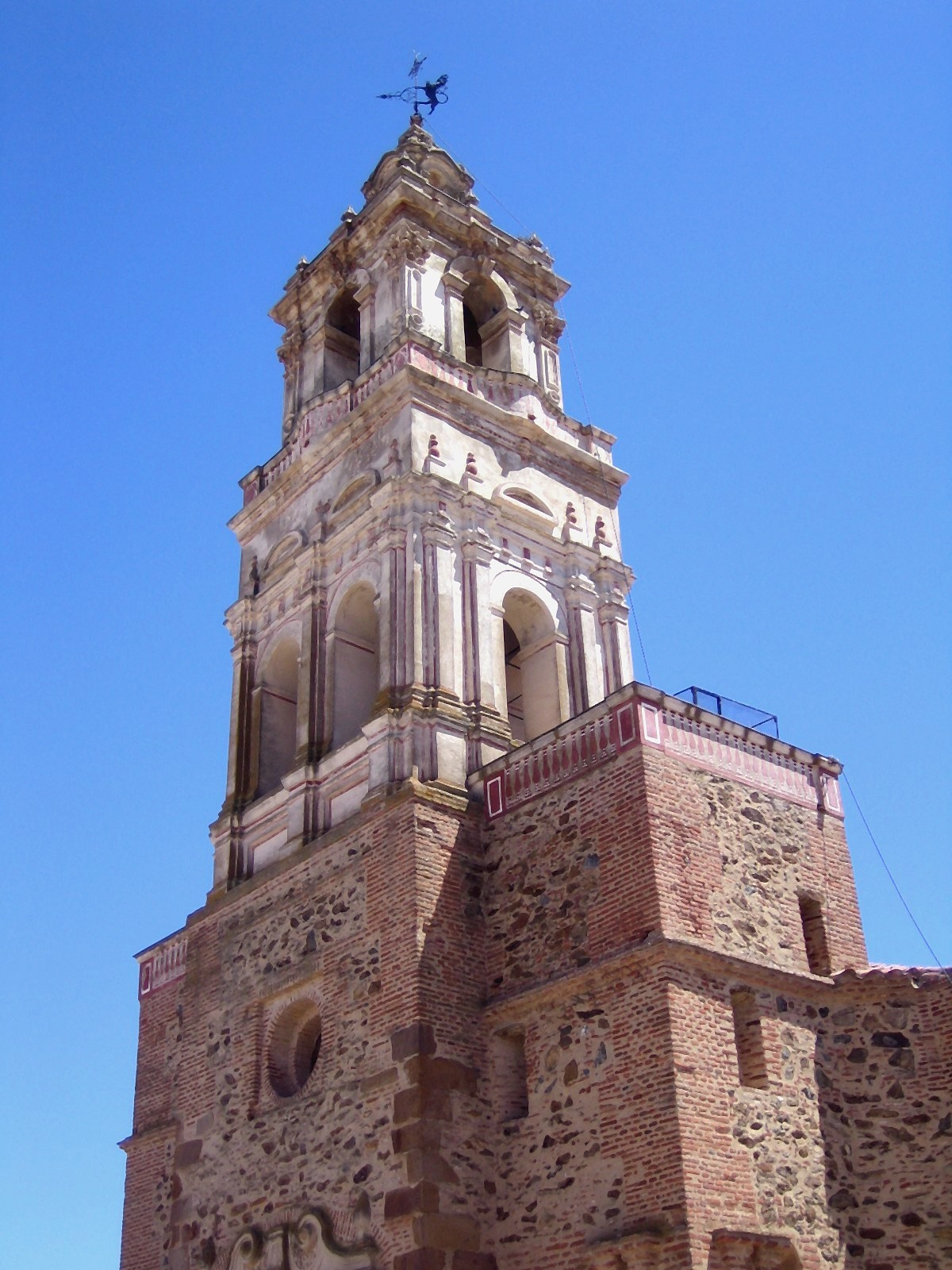
Torre de la iglesia parroquial de Nuestra Señora de Gracia

La iglesia parroquial de Nuestra Señora de Gracia, también conocida con el nombre de «Iglesia de Nuestra Señora de los Milagros», de Berlanga, en la provincia de Badajoz, es una de las iglesias que están bajo la misma advocación en España y, posiblemente, en Sudamérica. Cada una tiene sus peculiaridades y detalles importantes pero en este caso destaca por ser un Bien de Interés Cultural conforme a la Ley 16/1985, de 25 de junio, del  Patrimonio Histórico Español. Por otro lado, en 1990 fue declarada «Monumento de Interés Histórico Artístico». La población de Berlanga está situada en la parte sudeste de la provincia de Badajoz, muy próxima al límite con las provincias de Sevilla y Córdoba en la carretera N-432 entre Zafra y Fuente Obejuna.

## El templo
El edificio no está en el centro de la localidad sino en la zona norte urbana, donde se halla separada de otros edificios por dos amplias plazas a diferentes alturas con una gran escalinata que le da una mayor prestancia.
Es una obra de la época mudéjar, de la que permanece la parte frontal más noble, y remodelada en la época barroca en múltiples ocasiones. La capilla mayor se construyó principios del siglo XVI y según indican algunos datos de los testimonios de los «visitadores santiaguistas», que anotaron en el libro de fábrica su pésimo estado de conservación, decidieron que: «(…) que comiençen a edificar y labrar la dicha capilla que esta mal reparada, la cual no dexen que sea fenesçida y acabada...».
La planta es de tres naves con cuatro tramos cada una y con portada a los pies siguiendo el estilo mudéjar con la torre en la fachada. A los pies tiene un cuerpo de tres naves, el coro, en altura, se apoya sobre arcos carpaneles iguales que los de los cuerpos laterales. Tiene dos entradas laterales y otra situada a los pies que la llaman «Puerta del Perdón». La torre principal, la de la fachada, fue restaurada en 1992. Debajo del coro está la capilla bautismal cubierta, y como el coro, con arcos carpaneles. En el lado de la epístola había una capillita que ejercía la función de sacristía y estaba cubierta por una bóveda gótica de crucería y ladrillo.